# Une bataille après l'autre
Pour plus de détails, voir Fiche technique et Distribution.
Une bataille après l'autre (One Battle After Another) est un film américain écrit et réalisé par Paul Thomas Anderson et dont la sortie est prévue en 2025. Il s'agit d'une adaptation libre du roman Vineland de Thomas Pynchon.
Il s'agit du dixième long métrage du cinéaste américain Paul Thomas Anderson. Il met en scène Leonardo DiCaprio, Benicio del Toro, Regina Hall, Sean Penn, Teyana Taylor et Chase Infiniti.

## Synopsis
Lorsque leur ennemi juré refait surface après 16 ans, une bande d'anciens révolutionnaires se réunit pour sauver la fille de l'un des leurs.

## Fiche technique
Sauf indication contraire, les informations mentionnées dans cette section peuvent être confirmées par les bases de données cinématographiques IMDb et Allociné,  présentes dans la section « Liens externes ».
- Titres de travail : BC Project, The Battle Of Baktan Cross
- Titre original : One Battle After Another
- Titre français : Une bataille après l'autre[3]
- Réalisation et scénario : Paul Thomas Anderson
- Directeurs artistiques : Andrew Max Cahn et May Mitchell
- Décors : Florencia Martin
- Costumes : Mark Bridges
- Photographie : Michael Bauman et Paul Thomas Anderson
- Montage : Andy Jurgensen
- Musique : Jonny Greenwood
- Producteurs : Paul Thomas Anderson, Adam Sommer et Sara Murphy
- Société de production : Ghoulardi Film Company
- Société de distribution : Warner Bros. Pictures
- Budget : 140 000 000 $[4]
- Pays de production :  États-Unis
- Langue originale : anglais
- Genre : drame, thriller
- Dates de sortie[5] : Dates sujettes à modification
  - France : 24 septembre 2025
  - États-Unis : 26 septembre 2025

## Distribution
- Leonardo DiCaprio : Bob Ferguson
- Sean Penn : le colonel Steven J. Lockjaw
- Benicio del Toro : Sensei Sergio
- Teyana Taylor : Profidia Beverly Hills
- Regina Hall : Deandra
- Chase Infiniti : Willa Ferguson-Beverly Hills
- Alana Haim
- Wood Harris
- Shayna McHayle

## Production

### Développement
Le projet est annoncé au début de l'année 2024. Produit par Warner Bros., il est communiqué que le nouveau film de Paul Thomas Anderson mettra en scène Leonardo DiCaprio, Regina Hall et Sean Penn. Selon Deadline Hollywood, l'histoire se déroulerait dans un cadre contemporain et serait le film le plus cher et le plus commercial de la carrière de Paul Thomas Anderson.
À peine diffusées les premières informations et publications des photos du tournage, de nombreux internautes relatent que ce film secret de Paul Thomas Anderson serait une adaptation du roman Vineland de Thomas Pynchon. Bien qu'aucune information relative à l'intrigue n'ait été divulguée, les premiers détails de BC Project (titre de travail) semblent en effet correspondre au cadre du roman de Pynchon : les forets de séquoia nord-californiennes, la moustache de Leonardo DiCaprio semblable à celle du personnage de Zoyd, la présence de nombreuses voitures de police et d'hélicoptères sur le plateau, etc. Le cinéaste américain chercherait à adapter ce roman depuis de nombreuses années, mais manquerait de courage à le faire selon ses dires. Celui-ci a déjà pu adapter par le passé un autre roman de Thomas Pynchon avec Inherent Vice.
En août 2024, le titre du film est révélé :The Battle of Baktan Cross. Quelques mois plus tard, il est précisé que le titre s'intitule désormais One Battle After Another.
En janvier 2025, la filiation avec le roman de Pynchon est confirmée par des projections tests.

### Tournage
Le tournage débute le 29 janvier 2024 à Cutten dans le nord de la Californie,. Il se poursuit dans d'autres villes du comté de Humboldt notamment Eureka et Arcata. Le tournage continue à Sacramento, à proximité du Sacramento County Administration Building (en), de la cour supérieure du comté de Sacramento ainsi que dans l'ancienne résidence de Ronald Reagan. Il se poursuit dans le centre-ville de Stockton et dans le parc d'État du désert d'Anza-Borrego.
Il est annoncé que les prises de vues auront lieu fin février 2024 à San Juan Bautista, notamment dans la Zanetta House et la Mission San Juan Bautista. C'est dans ces lieux que furent par ailleurs tournées des scènes de Sueurs froides d'Alfred Hitchcock.

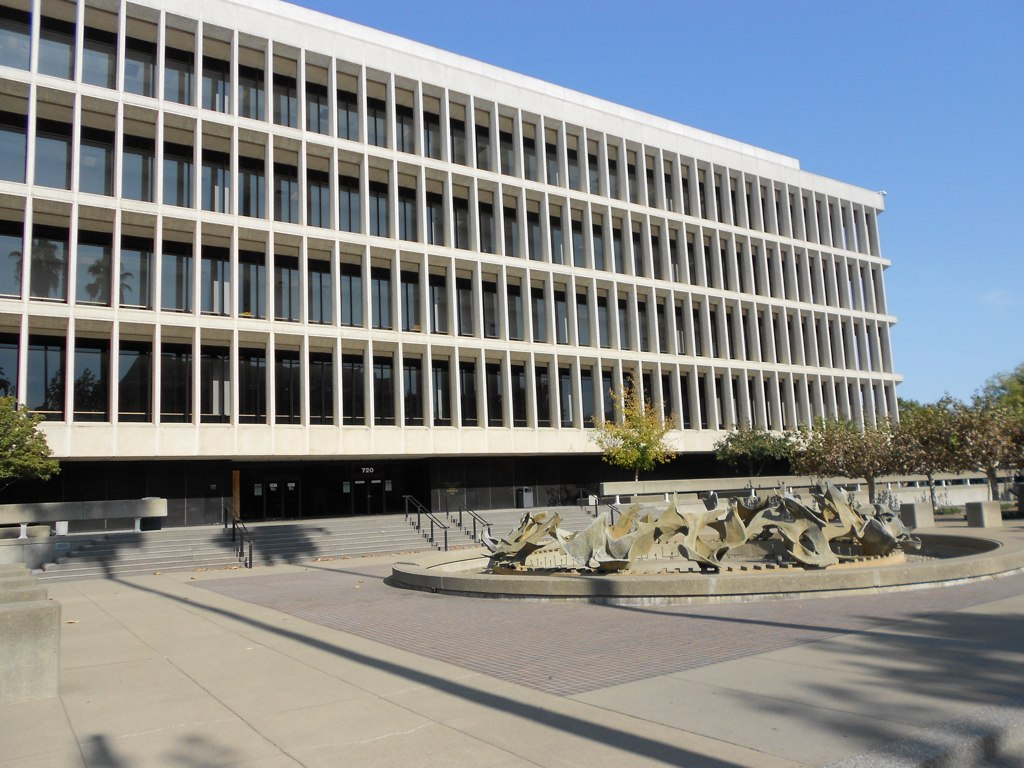
Sacramento County Superior Court à Sacramento
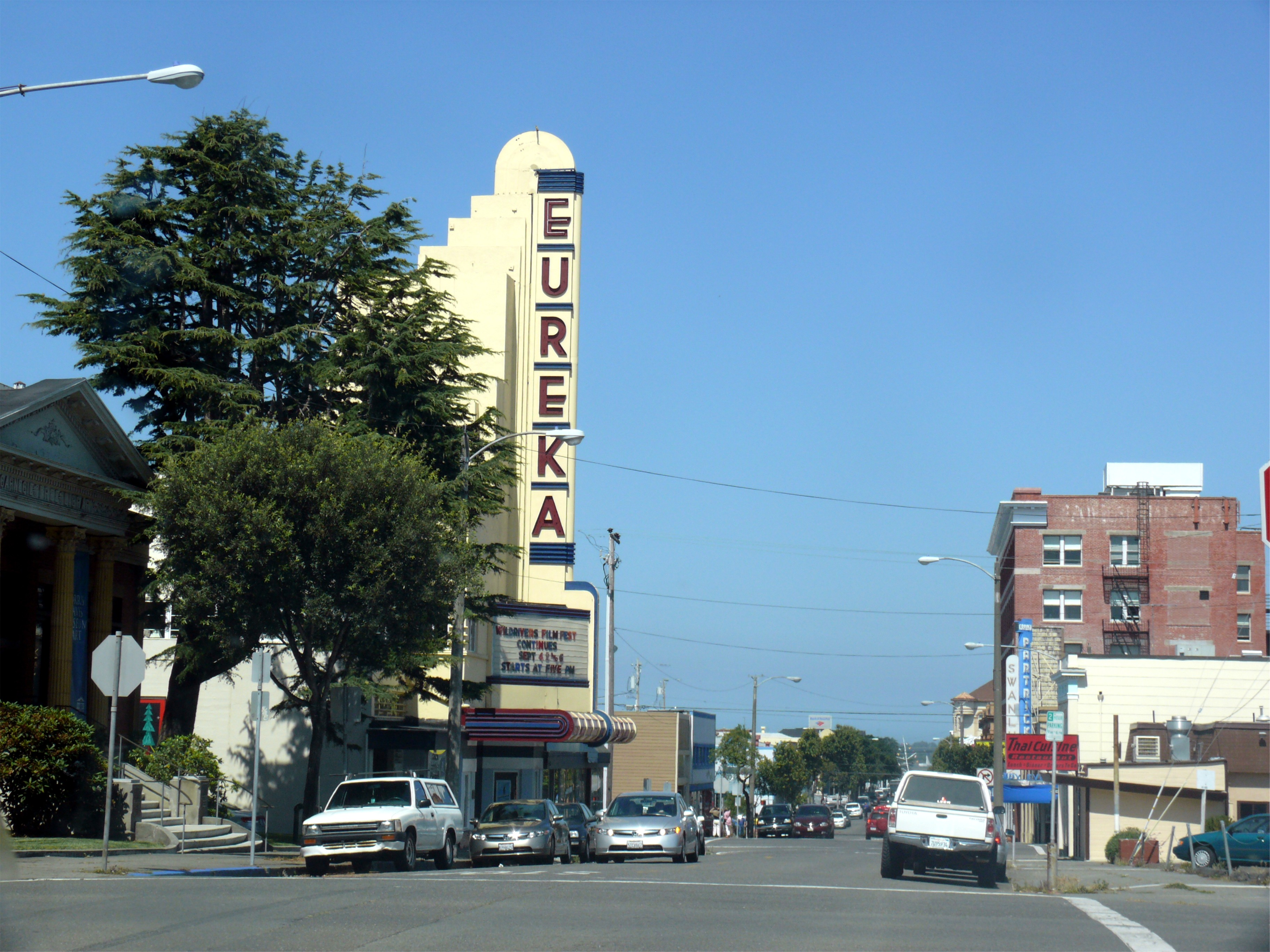
The Eureka Theatre, dans le centre-ville d'Eureka
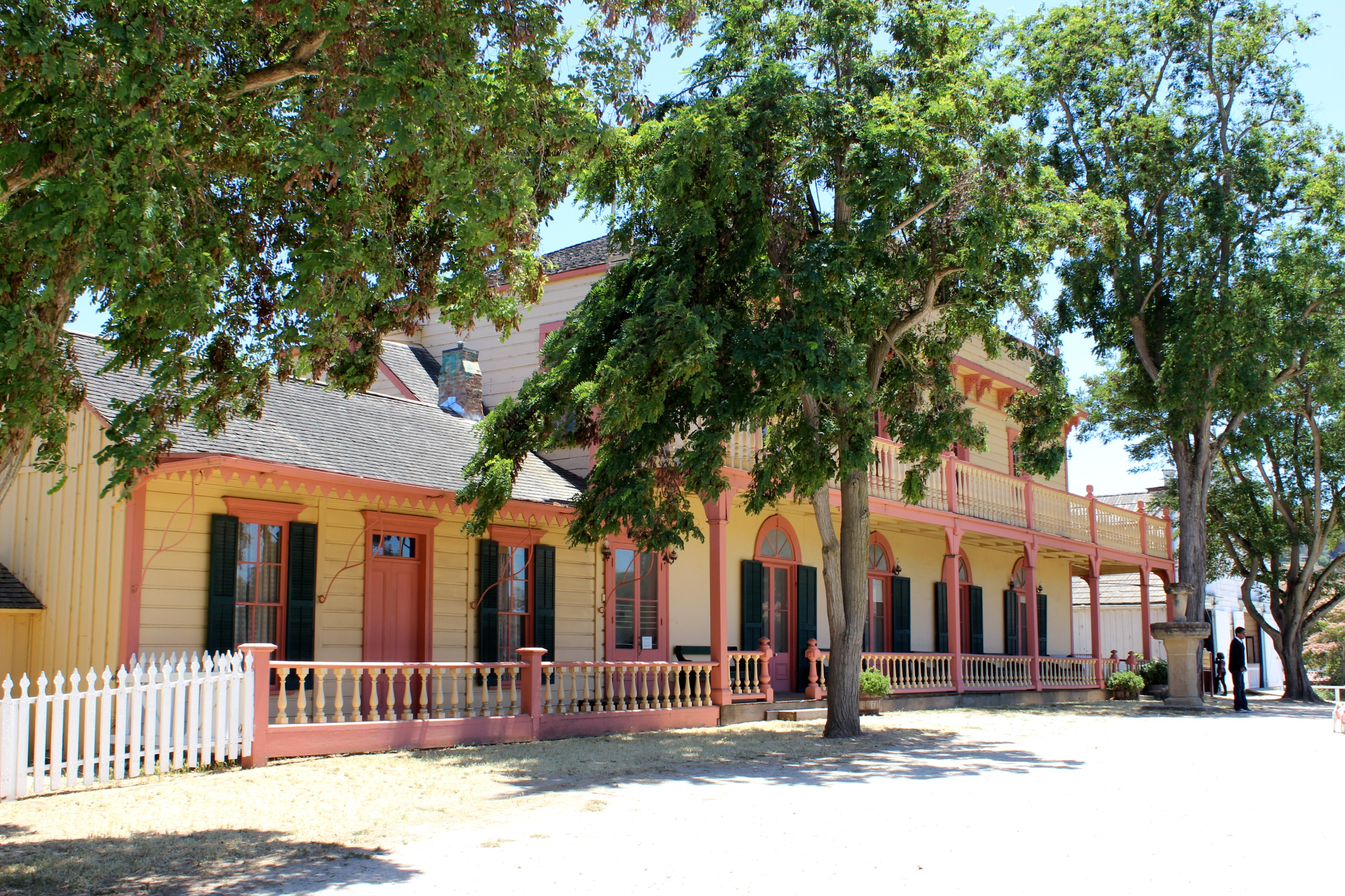
La Zanetta House à San Juan Bautista
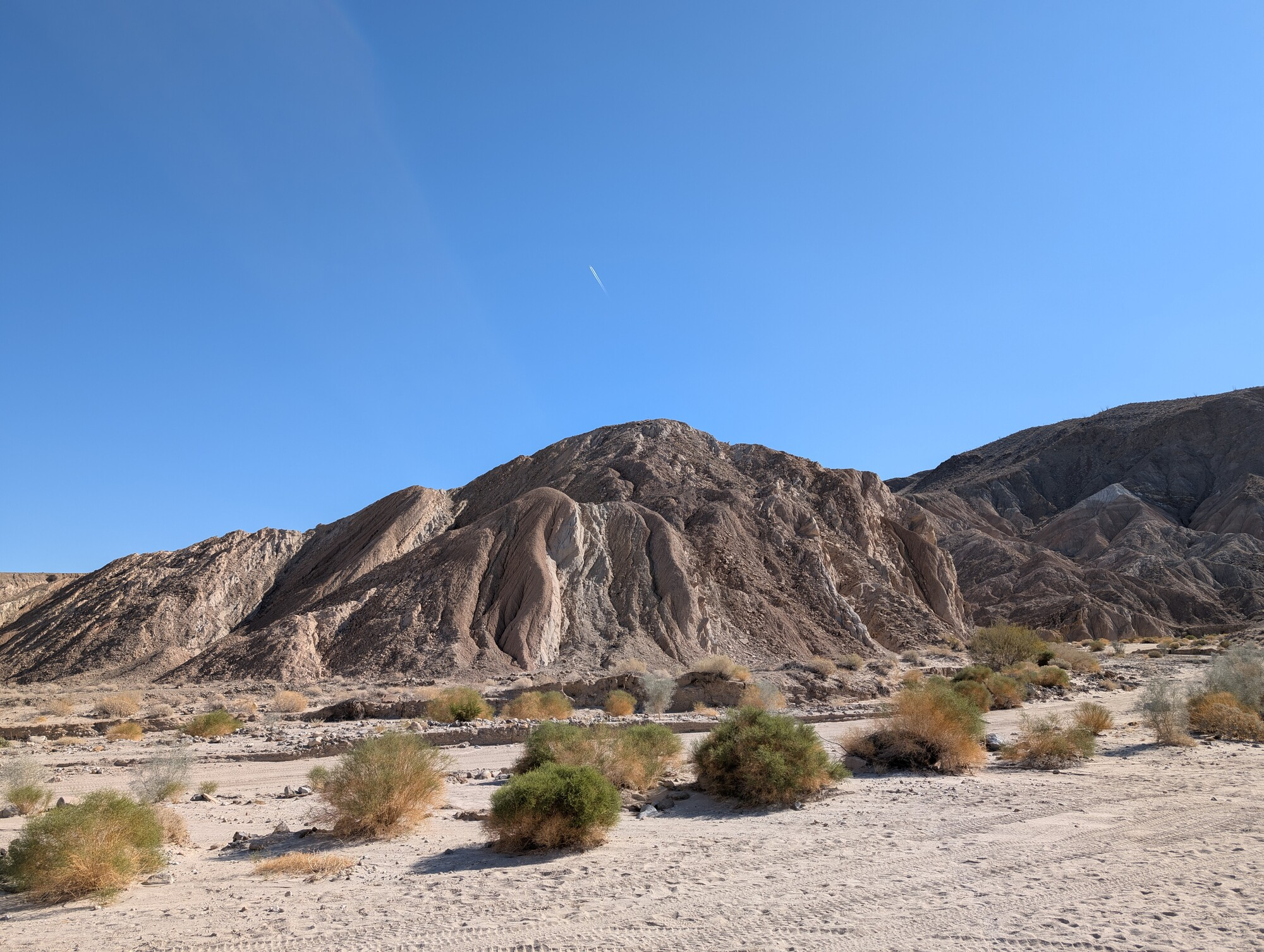
Le Parc d'État du désert d'Anza-Borrego

Le tournage s'achève en septembre 2024, dans la ville d'El Paso au Texas.

## Sortie
Un temps prévu en août 2025, Warner Bros. Pictures fixe une date de sortie au 24 septembre de la même année. Qualifié de « film événement » par le studio, une diffusion en IMAX est planifiée.